# التهاب السحايا لمولاريه
التهاب السحايا لمولاريه (بالإنجليزية: Mollaret's meningitis) هو التهاب ناكس أو مزمن يصيب الأغشية التي تحمي الدماغ والنخاع الشوكي والمعروفة باسم السحايا. يطلق على التهاب السحايا لمولاريه اسم التهاب السحايا اللمفاوي الحميد الناكس لكونه التهاب سحايا عقيم غير سرطاني. سمي المرض تيمنًا بطبيب الأعصاب الفرنسي بيير مولاريه الذي وصفه لأول مرة في عام 1944.
يعرف التهاب السحايا المزمن بأنه الالتهاب الذي يستمر لأكثر من 4 أسابيع، ويرتبط بكثرة الخلايا في السائل الدماغي الشوكي. مع ذلك، قد لا تكون اضطرابات السائل الدماغي قابلة للاكتشاف طيلة الوقت، وهذا قد يجعل التشخيص صعبًا، وفقًا لدراسة هيلبوك وآخرون: «في الواقع، قد يحتاج وضع التشخيص أسابيع وأشهر. وفي كثير من الحالات، تستمر علامات التهاب السحايا المزمن وأعراضه لفترة تتجاوز 4 أسابيع وتتدهور مع مرور الوقت. تتضمن الأعراض الصداع وتصلب الرقبة والحمى منخفضة الدرجة. يتطور مع الوقت تدني الوعي والنوبات الصرعية مع علامات وأعراض عصبية أخرى».

## العلامات والأعراض
يتظاهر التهاب السحايا لمولاريه بنوبات مزمنة ومتكررة من الصداع وتيبس الرقبة والحمى مع ارتفاع عدد الخلايا البطانية الكبيرة والخلايا البيضاء من معتدلات ولمفاويات في السائل الدماغي الشوكي. تفصل بين الهجمات فترات خالية من الأعراض تتراوح من أسابيع إلى سنوات. تخف أعراض المرض وعلاماته تلقائيًا مع انتهاء النوبة. يعاني العديد من الأشخاص من أعراض جانبية متنوعة بدءًا من الصداع اليومي المزمن وصولًا للآثار الناجمة عن التهاب السحايا كفقدان السمع وضعف البصر إضافةً للآلام والتشنجات العصبية. تتراوح شدة الأعراض من خفيفة إلى خطيرة. تدوم بعض الحالات لفترة قصيرة تستمر من 3 إلى 7 أيام، بينما تدوم حالات أخرى من أسابيع إلى شهور.
تسبب الإصابة بالهربس البسيط والحماق طفح جلدي. مع ذلك، لا يعاني مرضى التهاب السحايا لمولاريه من الطفح. قد يكون فيروس الهربس البسيط أشيع عامل مسبب لالتهاب السحايا لمولاريه.

## السبب
بقي سبب التهاب السحايا لمولاريه مجهولًا لفترة طويلة من الزمن إلى أن ربط أحد الأعمال الحديثة المرض بفيروسات الهربس –وبشكل خاص النمط الثاني منها.
سجلت حالات حدث فيها المرض نتيجة الإصابة بحمة الحماق النطاقي مع استخدام تفاعل البلمرة المتسلسل لإثبات ذلك. وفي هذه الحالات، كان تفاعل البوليميراز المتسلسل للهربس البسيط سلبيًا. أبلغ بعض المرضى أيضًا عن معاناتهم المتكررة من الهربس النطاقي. يصنف الفيروس النطاقي الحماقي المسبب لجدري الماء والهربس النطاقي ضمن عائلة فيروسات الهربس ويسمى أحيانًا بفيروس الهربس النطاقي. قد تسبب الكيسات البشرانية ضمن الجهاز العصبي المركزي (أحد أنواع الأورام الكوليسترولية) التهاب السحايا لمولاريه خاصةً بعد التداخل الجراحي على محتوياتها.
وثقت الأبحاث الصلة العائلية للمرض بعد تسجيل عدة حالات أصيب بها عدة أفراد من نفس العائلة.

## العلاج

### العلاج الأولي
يعتبر الأسيكلوفير العلاج المفضل لحالات التهاب السحايا لمولاريه. يلاحظ بعض المرضى اختلافًا جذريًا في عدد المرات التي يمرضون فيها إثر ذلك، بينما لا يلاحظ البعض الآخر أي فرق. يعتمد العلاج في معظم الحالات على معالجة الأعراض كتدبير الألم وتقوية الجهاز المناعي مثلًا.
يوصي المنتدى الدولي للرعاية الصحية بإعطاء المرضى المصابين بالتهاب السحايا اللمفاوي المتكرر الحميد الأسيكلوفير عن طريق الوريد بكمية تعادل 10 مغ/ كغ كل 8 ساعات لمدة 14-21 يوم. استخدم بعض الأطباء الجيل الثاني من الأدوية المضادة للهربس كالفالاسيكلوفير والفامسيكلوفير لعلاج مرضى التهاب السحايا لمولاريه بنجاح. أشارت بعض الدراسات إلى فائدة تناول الإندوميتاسين بمقدار 25 مغ 3 مرات في اليوم بعد الوجبات أو 50 مغ كل 4 ساعات، وتجلت تلك الفائدة بزيادة سرعة تعافي المرضى وإطالة الفترات الخالية من الأعراض بين النوبات.